# Michaël Isabey
Pour les personnalités de même patronyme, voir Isabey.
Michaël Isabey est un footballeur  puis entraîneur français, né le 20 février 1975 à Pontarlier dans le département du Doubs.
Milieu offensif des années 1990 et 2000, c'est un joueur emblématique du FC Sochaux où il passe la majeure partie de sa carrière professionnelle.

## Biographie

### Carrière de joueur
Michaël Isabey n'a pas suivi un cursus classique de footballeur professionnel. Ainsi à 21 ans, en 1996, il est étudiant à l'Université de Besançon en DEUG pour devenir moniteur municipal de sport. Il joue en National 1 avec le BRC quand Jacky Nardin et Faruk Hadžibegić viennent le voir jouer, et, à sa surprise, lui proposent un contrat pro avec le FC Sochaux alors que Châteauroux est aussi intéressé.
Il est l'un des rares joueurs de Ligue 1 à ne pas avoir joué dans une école de football. Il devient le joueur emblématique du FC Sochaux d'une fidélité à toute épreuve avec la Franche-Comté et son club. Petit à petit, il hausse son niveau de jeu et devient capitaine lors de la saison 2003-2004 qui sera couronnée par un titre en Coupe de la ligue.
Son équipe remporte la Coupe de France 2007, Michaël ne jouant pas à cause d'une querelle avec l'entraineur sochalien de l'époque, Alain Perrin.
Il quitte le FC Sochaux, son club de toujours, le 26 juin 2009 pour le Dijon FCO et la Ligue 2. Artisan de la montée en Ligue 1, il est écarté du groupe puis son contrat est résilié le 13 octobre 2011 après deux saisons à Dijon. 
Il annonce la fin de sa carrière de joueur le 1er août 2012. 
Il revient sur sa décision le 1er octobre 2012 en s'engageant sous licence amateur avec le Besançon RC, alors relégué financièrement en LR2 (D7) à la suite d'une décision de la DNCG. À la fin de la saison son club remonte en DH en étant champion puis en CFA2 l'année suivante.

### Reconversion
En juin 2010 alors qu'il joue toujours à Dijon, il passe l'examen final du DEF, diplôme d'entraîneur de football, pour préparer sa reconversion comme entraîneur.
Le 3 juin 2014, il est nommé entraîneur du Racing Besançon, son club de formation qui vient de remonter en CFA2. Il y passe deux saisons complètes en réussissant à maintenir l'équipe. Il est l'entraîneur de l'équipe fanion lors du 32ème de finale de coupe de France (élimination contre ANGERS) durant la saison 2015/2016. Puis il est remercié au cours de la saison 2016-2017 faute de résultat suffisant. 
En Août 2017, il intègre la cellule de recrutement jeunes du centre de formation du DFCO. 
De juin 2019 à juin 2022, il accepte d'être l'entraîneur de l'équipe jeunes U19 du DFCO,. Il est l'éducateur de l'équipe Gambardella lors de la saison 2019/2020 qui atteint les 1/4 de finale de la coupe (Match non joué contre Monaco). La compétition est stoppée et interrompue en raison du COVID. 
En avril 2022, après deux ans de formation au CNF Clairefontaine, il est diplômé du brevet d'entraîneur formateur de football (BEFF). 
En juillet 2022, il devient le responsable de la préformation du FCSM et l'éducateur de la catégorie U15. 
En juillet 2023, il prend en charge la catégorie des moins de 17 ans du FC Sochaux-Montbéliard. 
Le 10 juin 2025, Michaël Isabey est nommé directeur du centre de formation du FC Sochaux-Montbéliard.

## Palmarès
- 2015 : Champion de France Universitaire (Coach de l'équipe UFR STAPS Besançon)
- 2007 : Vainqueur de la Coupe de France (ne joue pas la finale).
- 2004 : Vainqueur de la Coupe de la Ligue.
- 2003 : Finaliste de la Coupe de la Ligue.
- 2001 : Champion de France de D2.
- Premier match en D1 à Nancy le 8 août 1998 avec Sochaux : 1-1.

## Statistiques
| Saison      | Club        | Division | Championnat       | Coupes d’Europe       |
| ----------- | ----------- | -------- | ----------------- | --------------------- |
| 2010 - 2011 | Dijon FCO   | Ligue 2  | 23 matchs, 1 but  |                       |
| 2009 - 2010 | Dijon FCO   | Ligue 2  | 24 matchs, 2 buts |                       |
| 2008 - 2009 | FC Sochaux  | Ligue 1  | 27 matchs         |                       |
| 2007 - 2008 | FC Sochaux  | Ligue 1  | 37 matchs, 3 buts | C3 : 1 match          |
| 2006 - 2007 | FC Sochaux  | Ligue 1  | 32 matchs, 1 but  | -                     |
| 2005 - 2006 | FC Sochaux  | Ligue 1  | 36 matchs, 3 buts | -                     |
| 2004 - 2005 | FC Sochaux  | Ligue 1  | 37 matchs, 1 but  | C3 : 8 matchs, 2 buts |
| 2003 - 2004 | FC Sochaux  | Ligue 1  | 36 matchs, 4 buts | C3 : 4 matchs         |
| 2002 - 2003 | FC Sochaux  | Ligue 1  | 30 matchs, 1 but  | -                     |
| 2001 - 2002 | FC Sochaux  | Ligue 1  | 26 matchs, 2 buts | -                     |
| 2000 - 2001 | FC Sochaux  | Ligue 2  | 24 matchs, 4 buts | -                     |
| 1999 - 2000 | Besançon RC | National | 33 matchs         | -                     |
| 1998 - 1999 | FC Sochaux  | Ligue 1  | 4 matchs          | -                     |
| 1997 - 1998 | FC Sochaux  | Ligue 2  | 19 matchs, 2 buts | -                     |
| 1996 - 1997 | Besançon RC | National | 25 matchs, 2 buts | -                     |